# حصار حران
بعد وفاة آشوربانيبال، في العام 627 قبل الميلاد، دخلت الإمبراطورية الآشورية فترة من عدم الاستقرار الناجم عن ثورة سين شار إشكون ضد شقيقه آشور إيتيل إيلاني. كانت هذه هي اللحظة التي قاد فيها الحاكم البابلي، نبوبولاسر ثورة ضد الحكم الآشوري. بعد سنوات قليلة من الحرب، طرد البابليون القوات الآشورية من أراضيهم.
أصبح الوضع شديد الخطورة بالنسبة لآشور مع هجوم ملك الميديين سياخريس في العام 616 قبل الميلاد. سرعان ما احتلت قوات الميديين تاربيسو وهزمت الجيش الآشوري بشكل حاسم في معركة آشور ثم انضمت بعد ذلك إلى الجيش البابلي حيث أطلقا هجومًا مشتركًا على نينوى في العام 612 قبل الميلاد.
بعد معركة نينوى، حيث توفي الملك الآشوري سينشار إشكون، أصبح آشور أوباليط الثاني ملكًا وذهب إلى حران مع قواته المتبقية لكن الميديين والبابليين حاصروا حران في العام 610 قبل الميلاد واستولوا على المدينة في العام 609 قبل الميلاد، مما اضطر آشور أوباليط الثاني إلى الفرار من جديد مع بقايا جيشه. وخلال العام نفسه، غادرت القوات المصرية والآشورية مدينة كركميش المصرية وهاجمت الميديين والبابليين في حران، لكن هذا الهجوم فشل، مما أنهى الإمبراطورية الآشورية.